# Elaeagnus triflora
Elaeagnus triflora är en havtornsväxtart som beskrevs av William Roxburgh. Elaeagnus triflora ingår i släktet silverbuskar, och familjen havtornsväxter. Utöver nominatformen finns också underarten E. t. brevilimbatus.